# Peter Paige
Peter Michael Paige (ur. 20 czerwca 1969 w West Hartford w Connecticut) – amerykański aktor filmowy i telewizyjny, reżyser i dramaturg, który pracował przy niezliczonych produkcjach teatralnych w Nowym Jorku i teatrach regionalnych w całym kraju.

## Życiorys
Zaczął grać w wieku sześciu lat. Przed ukończeniem szkoły średniej, Paige mieszkał w siedmiu różnych stanach. Uczęszczał do School of Theatre Arts przy Uniwersytecie Bostońskim, gdzie otrzymał stypendium.
Po ukończeniu studiów, Paige wyjechał do Nowego Jorku. Odbył tournée z komedią Świętoszek Moliera (w dwóch językach). Ostatecznie przeniósł się do Portland w stanie Oregon, gdzie przez dwa lata pracował na scenie. Następnie został odkryty przez menedżera i przeprowadził się do Los Angeles. Wkrótce trafił do serialu Lawrence’a Hertzoga Bez przeszłości (1996) z udziałem Bruce’a Greenwooda. Po castingu, przyjął rolę Neila Pomeratza, nerwowy przedsiębiorcy, w sitcomie NBC A teraz Susan (1997) z Brooke Shields.
Grał na scenie La Jolla Playhouse, Portland Center Stage i Playwrights Horizons, m.in. w komedii szekspirowskiej Sen nocy letniej i komedii obyczajowej Richarda Brinsleya Sheridana The Rivals.
Występował też gościnnie w serialach: Karolina w mieście (1998) w roli Roberta, Will & Grace (1999) jako Roger O'Neil, A życie kołem się toczy (2000) jako asystent i Przyjaciółki (2002) jako Zellner, CSI: Kryminalne zagadki Miami (2009) jako Glenn Wagner, Podkomisarz Brenda Johnson (2010) jako Ricky i Kości (2011) jako Darren Hargrove.
W serialu LGBT Queer as Folk (2000–2005) grał postać homoseksualnego Emmetta Honeycutta. Pojawił się w jednym z odcinków serialu ABC Chirurdzy (2006) jako Benjamin O'Leary. W animowanym serialu stacji Logo pt. Najszczęśliwsi geje pod słońcem (Rick & Steve: The Happiest Gay Couple in All the World, 2007–2009) użyczył głosu jednej z tytułowych postaci jako gej Steve. W trzech odcinkach serialu animowanego Amerykański tata (2006–2009) podstawiał głos Jasonowi.
W 2005 ukazał się jego autorski debiut, czarna komedia Say Uncle (pl. Przyszywany wujek), do której napisał scenariusz, a następnie go wyprodukował i wyreżyserował. Był twórcą, scenarzystą i producentem wykonawczym serialu ABC Family The Fosters (2013) i Good Trouble (2018). Napisał scenariusz do miniserialu Tutanchamon (2015).
Dokonał w mediach coming outu jako osoba homoseksualna. Jak twierdził na łamach czasopisma „The Advocate”, nie miał problemów z coming outem.